# Klara-böckerna
Klara-böckerna är en bokserie av författaren Pia Hagmar, som handlar om en hästintresserad tjej som heter Klara. Det finns 18 böcker i serien, och den har filmatiserats som Klara. Den första boken i serien, Klaras dröm, utkom 1999 och den senaste, Klara för revansch utkom 2008.

## Böcker
- Klaras dröm (1999)
- Klaras vintersorg (1999)
- Klara Andersson, hästägare (1999)
- Klara, färdiga, gå (1999)
- Klaras äventyrsritt (2000)
- Klaras ridlägersommar (2000)
- Klara i Hallondalen (2001)
- Klaras egen seger (2001)
- Klara och Jonte (2002)
- Klara för start (2002)
- Klaras val (2003)
- Klara och fölet (2003)
- Klara och Star (2004)
- Klaras nya häst (2004)
- Klara och hemligheten (2005)
- Klara på Island (2006)
- Klara och midsommardrömmen (2007)
- Klara för revansch (2008)